# گریه کنید، فرزندان، برای همه دنیا گریه کنید
گریه کنید، فرزندان، برای همه دنیا گریه کنید (Klagt, Kinder, klagt es aller Welt) با شمارهٔ ۱۱۴۳، بی‌وی‌فاو ۲۴۴اِی یک کانتات از یوهان سباستیان باخ است که در ۱۷۲۹ برای مراسم خاکسپاری لئوپولد، شاهزاده آنهالت-کوتن ساخته شد. در ساخت این کانتات، باخ از برخی بخش‌های انجیل به روایت متی استفاده کرد.
این کانتات ۲۴ موومان شامل گروه هم‌سرایان، آریا و گفت‌آواز است که در ۴ بخش تنظیم شده‌است. بخش اول بیشتر اختصاص به سوگواری دارد، دومی به مرگ شهریار و رستگاری روح او، بخش سوم که به دنبالش موعظه‌ای می‌آید به تشریح مراسم گرامیداشت لئوپولد می‌پردازد و بخش پایانی دربارهٔ وداع و آرامش ابدی اوست. اشعار متن این کانتات از پیکاندر است. ملودی این کانتات امروزه در دسترس نیست. هنگام اجرای این موسیقی، همسر باخ خوانندهٔ سوپرانوی آن بود و کریستیان فردیناند آبل تک‌نوازی ویولا دا گامبا را به عهده داشت.